# Amjet Executive
Amjet Executive SA è una società greca che gestisce voli charter aerei con business jet, con sede nella città greca di Atene e con un dipartimento a Ginevra, Svizzera. Opera con Dassault Falcon, un McDonnell Douglas MD-83 e un Boeing 737-700. La compagnia possiede un certificato di operatore aereo (COA).

## Storia
Nel dicembre 2009, la compagnia ha iniziato le operazioni a partire dalla propria base di Atene, in Grecia, una posizione ideale tra Europa, Africa e Medio Oriente.
Nel febbraio 2010, Amjet Executive SA ha ottenuto il suo AOC per il suo primo velivolo, un Gulfstream G200. Successivamente, l'azienda ha integrato più aerei della gamma Falcon della Dassault Aviation che hanno conferito alla flotta una specificità molto esclusiva (F50, F2000, F900 e F7X), fino a velivoli più particolari come l'esclusivo MD-83. Esso è stato progettato in versione VIP allo scopo di assistere le delegazioni di vari paesi nei loro viaggi o permettere a gruppi di fama internazionale di organizzare il loro tour come qualche tempo fa per il gruppo U2.
Nel febbraio 2012, Amjet Executive ha lanciato un importante progetto di riconfigurazione per l'esclusivo MD-83. Dopo un anno di lavoro, l'esemplare è rinato con una cabina completamente rinnovata in occasione della tredicesima edizione dell'European Business Aviation Show di Ginevra.
Nel maggio 2013, l'azienda ha preso in consegna un secondo Dassault Falcon 7X. È il primo jet privato dotato di Wi-Fi e apparecchiature GSM a bordo.
Nel marzo 2015, i Dassault Falcon 7X dell'azienda sono stati impiegati per inseguire l'eclissi solare del 20 marzo 2015. Ad un'altitudine di quasi 49 000 piedi (15 000 m).

## Flotta
A dicembre 2022 la flotta di Amjet Executive è così composta: